# Løvklit
Løvklit er betegnelsen for en sameksistens mellem skov- og klitlandskab. Kendetegnende for en løvklit er, at træerne er lave og vokser tæt samt, at disse typisk vokser på østsiden af klitten eller i lavningerne. Kærgård og Blåbjerg Klitplantager ved Henne i Vestjylland er de største løvklitområder i Danmark.